# Пам'ятник Тарасові Шевченку (Білий Бір)

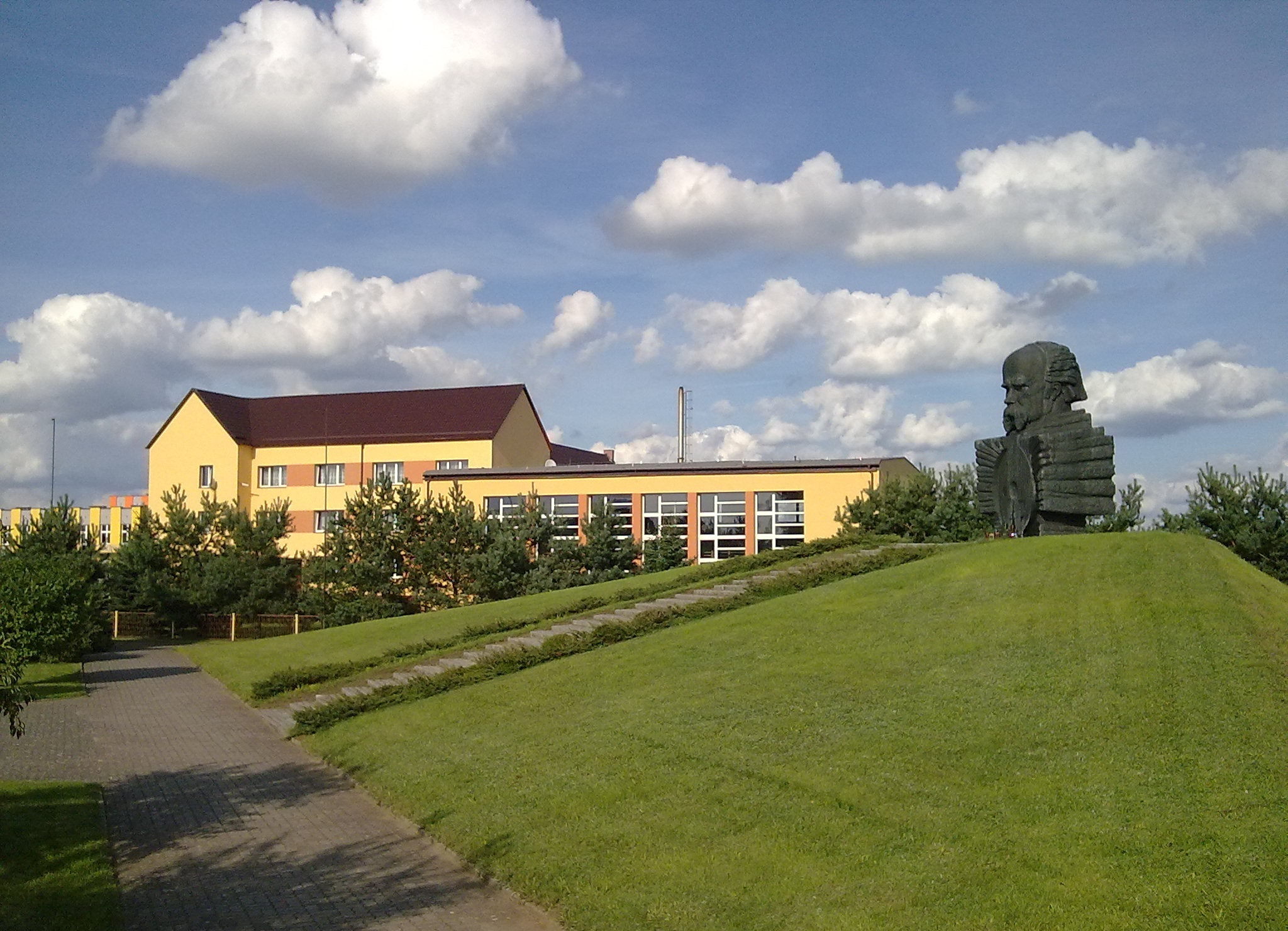
Пам'ятник Шевченкові у Білому Борі

Пам'ятник Тарасу Шевченку в містечку Білий Бір, Польща —  пам'ятник видатному українському поетові Тарасу Григоровичу Шевченку в місті Білий Бір, розташований на пагорбі поблизу однойменного навчального комплексу імені Тараса Шевченка, в невеличкому містечку на Балтійському узбережжі Польщі в місцях компактного проживання українців, переселених сюди з їх споконвічних земель під час операції «Вісла».

## Опис
у 1991 році на кургані, насипаному перед гуртожитком місцевої української школи-ліцею, став символічний знак постійної вже присутності українців над Балтійським морем — пам’ятник Тарасові Шевченкові, що став подарунком українського народу українцям, які проживають у Польщі. Автором монумента у формі козацького хреста є Анатолій Ігнащенко, а виконав його у Києві різьбляр Василь Бородай.

## Історія
Щороку біля білобірського пам’ятника Тарасові Шевченкові відбуваються не лише шкільні урочистості, але й святкування за участю офіційних представників державної влади Польщі і України та українців, що проживають на західних і північних землях Польщі.